# Höhle ohne Namen
Die Höhle ohne Namen ist eine natürliche Karsthöhle in Steinamwasser, einem Ortsteil der Stadt Auerbach im Oberpfälzer Landkreis Amberg-Sulzbach.

## Lage
Die Höhle liegt direkt in Steinamwasser am Osthang des Naturdenkmals Zwillingsfels Dolomit. Der Eingang befindet sich auf dem Privatgrund eines nahen Gastwirtes.

## Beschreibung
Die Höhle ist eine kluftgebundene Horizontalhöhle mit über 500 Meter Gesamtlänge. Sie zählt zu den größten, interessantesten und meistbesuchten Karsthöhlen in der Fränkischen Alb. Im Höhlenkataster Fränkische Alb (HFA) ist sie mit der Katasternummer A 56 (THF 6435-1007) gelistet und ist vom Bayerischen Landesamt für Umwelt als Geotop 371H007 und Naturdenkmal ausgewiesen. Siehe hierzu auch die Liste der Geotope im Landkreis Amberg-Sulzbach.

## Geschichte
Die Höhle dürfte schon seit Jahrhunderten bekannt sein. Ihre Bezeichnung Höhle ohne Namen hat sie bis heute behalten. Es gab jedoch Ansätze, sie nach dem Höhlenforscher Richard Spöcker umzubenennen.
Im Jahre 1844 soll sie erstmals erwähnt worden sein. M. Dütsch aus Tüchersfeld führte dort ab 1859 Grabungen durch und machte dabei Funde zur Vor- und Frühgeschichte. Allerdings ist zweifelhaft, ob die Relikte echt waren oder es sich um Fälschungen handelte. 1879 hat der Forscher Carl Wilhelm von Gümbel Diluvialfauna nachgewiesen (Mammut, Edelhirsch, Wildpferd, Höhlenbär), was zu diesen Vor- und Frühgeschichtsfunden passen würde. Über deren Verbleib ist allerdings nichts mehr bekannt. Eine ausgedehnte Untersuchung der Höhle unternahm 1931 die Abteilung Heimatforschung der Naturhistorischen Gesellschaft Nürnberg durch Spöcker, Kniewasser, Schiffert und Kellermann. Dabei wurden einige Gänge neu entdeckt. Aus dieser Zeit stammen die ersten Höhlenpläne. Im Jahre 1976/77 wurde die Höhle von Preu, Dreier und Lippert von der Forschungsgruppe Höhle und Karst Franken (FHKF) erstmals komplett vermessen, die Forschung gilt seitdem als abgeschlossen.
Das Objekt ist ein weit verzweigtes Höhlensystem und verfügt über teils ungewöhnlich geräumige Gänge und Hallen (bis zu 12 Meter hoch und 8 Meter breit). Es gibt auch zahlreiche Engstellen, tiefe Klüfte und Verbruchzonen. Die Höhle enthält Tropfsteine, reich versinterte Kammern, Wasserbecken, Kluftgänge, Druckröhren, Wandkarren, Kolke und Fließfacetten. Es ist gut zu erkunden, wie sich die Höhle im Frankendolomit beziehungsweise im Malm einst entwickelt hat. Die Höhle ist bekannt dafür, dass sie relativ viel Wasser und Feuchtigkeit führt. Bei Hochwasser wird sie gelegentlich überflutet. Die einzelnen Teile der Höhle nennen sich Flemmbachhalle, Julius-Rühm Klamm, Fridasee, Weiße und Wasser-Spalte, Karfreitagskluft und Spöckerhalle.
2004 fand dort die erste Großübung der deutschen Höhlenretter statt.

## Heutige Nutzung

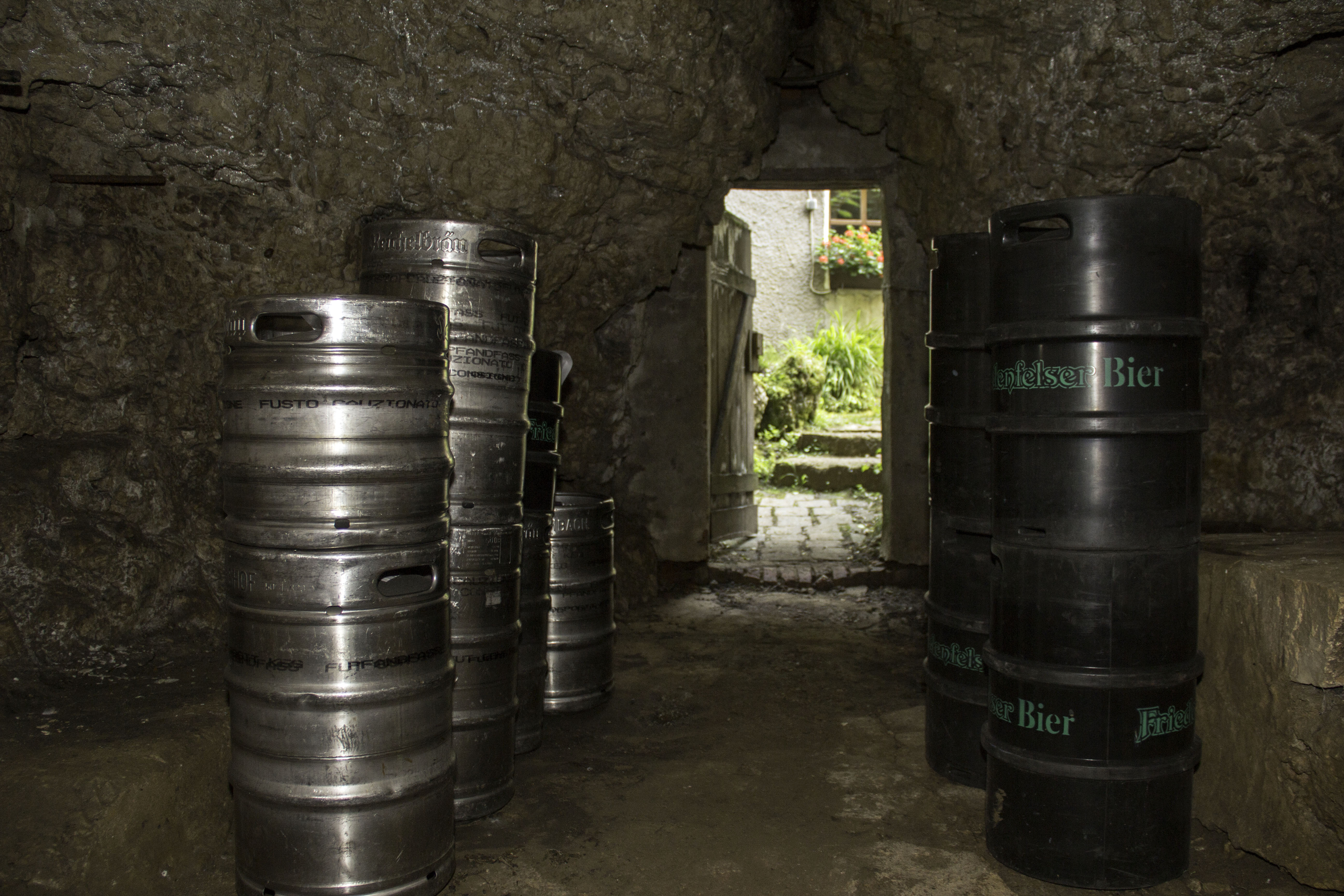
Höhle als Bierlager

Neben der Freizeitspeläologie wird die Höhle für verschiedene kulturelle Veranstaltungen genutzt. Im vorderen Teil lagert ein Gastwirt seine Getränke.

## Zugang
Die Höhle kann nach Erlaubnis des Wirts „Zur frischen Quelle“ außerhalb der Fledermausschutzzeit (01.10.-31.03.) betreten werden. Der vordere Bereich ist nahezu gefahrlos zu befahren. Für die weiteren Teile ist Höhlenerfahrung sowie entsprechende Ausrüstung notwendig.